# Paralelo 37 N
O Paralelo 37 N é o paralelo no 37° grau a norte do plano equatorial terrestre.
A esta latitude o Sol é visível durante 14 horas e 42 minutos durante o solstício de verão e durante 9 horas e 37 minutos durante o solstício de inverno.
Começando pelo Meridiano de Greenwich e tomando a direção leste, o paralelo 37° Norte passa por:
| País, território ou mar | Notas |
| ----------------------- | --- |
| Mar Mediterrâneo        | |
| Argélia                 | |
| Mar Mediterrâneo        | |
| Tunísia                 | |
| Mar Mediterrâneo        | |
| Itália                  | Sicília |
| Mar Mediterrâneo        | Mar Jónico |
| Grécia                  | Peloponeso |
| Mar Egeu                | |
| Grécia                  | Ilha Sifnos |
| Mar Egeu                | |
| Grécia                  | Ilha Antiparos |
| Mar Egeu                | |
| Grécia                  | Ilha Paros |
| Mar Egeu                | |
| Grécia                  | Ilha Naxos |
| Mar Egeu                | |
| Grécia                  | Ilha Levitha |
| Mar Egeu                | |
| Grécia                  | Ilha Calímnos |
| Mar Egeu                | |
| Turquia                 | |
| Mar Egeu                | |
| Turquia                 | |
| Síria                   | |
| Iraque                  | |
| Turquia                 | Cerca de 7 km |
| Iraque                  | |
| Irão                    | |
| Mar Cáspio              | |
| Irão                    | |
| Turquemenistão          | |
| Afeganistão             | |
| Tajiquistão             | |
| Afeganistão             | |
| Tajiquistão             | |
| Afeganistão             | |
| Paquistão               | Gilgit-Baltistão - área reclamada pela Índia |
| China                   | Xinjiang - cerca de 14 km |
| Paquistão               | Gilgit-Baltistão - cerca de 14 km; área reclamada pela Índia |
| China                   | Xinjiang Qinghai Gansu Ningxia Gansu Shaanxi Shanxi Hebei Shandong |
| Mar Amarelo             | |
| Coreia do Sul           | |
| Mar do Japão            | |
| Japão                   | Ilha Honshū |
| Mar do Japão            | Baía de Toyama |
| Japão                   | Ilha Honshū |
| Oceano Pacífico         | |
| Estados Unidos          | Califórnia Nevada fronteira Utah / Arizona fronteira Colorado / Novo México fronteira Colorado / Oklahoma fronteira Kansas / Oklahoma Missouri Illinois (a área a sul do paralelo tem cerca de 13 km²) Kentucky Virgínia |
| Oceano Atlântico        | |
| Portugal                | Ilha de Santa Maria, Açores |
| Oceano Atlântico        | |
| Portugal                | Ponta de Sagres |
| Oceano Atlântico        | Golfo de Cádiz |
| Portugal                | Cabo de Santa Maria |
| Oceano Atlântico        | Golfo de Cádiz |
| Espanha                 | |
| Mar Mediterrâneo        | |